# روبرت ويتني وارمن
روبرت ويتني وارمن (بالإنجليزية: Robert Waterman)‏ (15 كانون الأول، 1826 - 12 نيسان، 1891) مواليد ولاية نيويورك الأمريكية، سياسي أمريكي ينتمي إلى الحزب الجمهوري. عندما بلغ وارمن يبلغ من العمر 13 عاما إنتقل إلي ولاية الينوي الأمريكية حيث تزوج في عام 1847 من جين غاردنر وفي سنة 1850 إنتقل وارمن إلى كاليفورنيا ولكنه عاد في العام التالي إلى ولاية الينوي حيث كان قد شارك في تأسيس الحزب الجمهوري في ولاية الينوي وفي سنة 1873 إنتقل وارمن من جديد إلى ولاية كاليفورنيا حيث أصبح روبرت ويتني وارمن حاكماً على ولاية كاليفورنيا الأمريكية ما بين الأعوام 1887 إلى عام 1891 واختار وارمن اختار عدم ترشيح نفسه لولاية ثانية بسبب سوء حالته الصحية توفي روبرت ويتني وارمن في 12 نيسان، 1891 في مدينة سان دييغو في ولاية كاليفورنيا الأمريكية.